# Курмангалиева, Сауле Гарифулловна
Курмангали́ева Сауле́ Гарифу́лловна (каз. Құрманғалиева Сәуле; род. 20 октября 1937, Алма-Ата, Казахская ССР — 20 марта 2020, Алма-Ата, Казахстан) — советская казахская оперная певица (лирико-колоратурное сопрано), выдающийся педагог. Заслуженная артистка Казахской ССР. Профессор Казахской национальной консерватории им. Курмангазы.

## Биография

### Семья
Курмангалиева Сауле родилась 20 октября 1937 года в городе Алма-Ата. Старшая из семерых детей знаменитого казахского оперного певца и композитора Гарифуллы Курмангалиева и Рабиги Макаровой. Замужем. Муж заслуженный экономист Джакупбаев Култай Молдахметович. Дочери — Гаухар и Маржан. Внучка — Джуламанова Дамеш.

### Учеба
После окончания школы № 10 поступила в музыкальное училище им. П. И. Чайковского в Алма-Ате. По завершении поехала поступать в Московскую государственную консерваторию имени П. И. Чайковского. Выдержав три тура, попала в класс народной артистки СССР Валерии Владимировны Барсовой.

### Карьера
В 1964 году вернулась в Казахстан и в качестве ведущей солистки поступила в труппу Государственного академического театра оперы и балета имени Абая.
Выступала с Казахским государственным академическим оркестром народных инструментов имени Курмангазы. С 1966 до 1989 гг. вместе с труппой оркестра гастролировала по всему Казахстану, в России, Германии, Чехословакии, Югославии, Польше, Венгрии и даже во Вьетнаме.
Исполняла композиции казахстанских, российских и зарубежных композиторов вместе с Государственным академическим симфоническим оркестром Республики Казахстан.
Лауреат международных конкурсов в Казахстане, Украине, Узбекистане.
С начала 90-х гг. вела класс вокала в Казахской национальной консерватории им. Курмангазы, профессор.

## Творчество
Сауле Курмангалиева блистательно исполняла такие партии лирико-колоратурного сопрано, как:
1. Розина («Севильский цирюльник» Дж. Россини)
2. Виолетта («Травиата» Дж. Верди)
3. Сара («Биржан и Сара» М. Тулебаева)
4. Енлик («Енлик — Кебек» Г. Жубановой)
5. Ажар («Абай» А. Жубанова и Л. Хамиди)
6. Паж Оскар («Бал-маскарад» Дж. Верди)
7. Иоланта («Иоланта» П. И. Чайковского)
8. Гульбаршин («Алпамыс» Е. Рахмадиев)

## Наследие
Будучи профессором в Казахской национальной консерватории им. Курмангазы воспитала таких казахстанских артистов, как
1. Евгения Чурикова-Вульф (солистка Дрезденской государственной оперы)
2. Любовь Адилова (заслуженная артистка РК, преподаватель Алматинского музыкального колледжа им. П. И .Чайковского
3. Гульнар Марамова-Хамзина (заслуженная артистка РК)
4. Джамиля Баспакова (заслуженный деятель Казахстана, заслуженная артистка Узбекистана, ведущая солистка Государственного академического театра оперы и балета им. Абая[1])
5. Оксана Давыденко (ведущая солистка Государственного академического театра оперы и балета им. Абая, дипломант международного конкурса имени П. И. Чайковского[2]

Также ученицы Сауле Курмангалиевой выступают на сценах Китайской Народной Республики и Республики Кореи (Сеул).

## Дискография
- 2011 — «Оперное искусство Казахстана», сборник из 3-х дисков[3]